# Heinz Mode
Heinz Adolf Mode (* 15. August 1913 in Berlin; † 6. Juni 1992 in Halle) war ein deutscher Kunsthistoriker, Orientalist und Indologe. Seine Veröffentlichungen über die Kunst Indiens machten ihn bekannt. Von 1948 bis 1978 war er Professor für Orientalische Archäologie an der Universität Halle-Wittenberg.

## Leben
Er wurde als Sohn des Apothekers Hugo Mode und dessen Frau Erna, geb. Kassel, 1913 in Berlin geboren. Dort besuchte er Volksschule und Gymnasium, wo er 1931 das Abitur ablegte. Im Jahr darauf begann er an der Universität Berlin ein Studium der Kunstgeschichte, Indologie, Klassischer Archäologie und Ethnologie. Da seine Familie jüdischen Glaubens war, musste Heinz Mode 1933 emigrieren und setzte seine Studien in Colombo, Ceylon (Sri Lanka), fort. Während einer Studienreise durch Indien lernte er Rabindranath Thakur in Shantiniketan kennen, studierte die indischen Sprachen und wandte sich verstärkt der Indologie zu. 1935 wurde er von den britischen Kolonialbehörden ausgewiesen und ging in die Schweiz. Ab 1935 studierte er Archäologie und Orientalistik an der Universität Basel, wo er 1939 mit einer Studie zu Skulpturen der Insel Ceylon promoviert wurde und sich 1944 mit einer Schrift über indische Frühkulturen habilitierte.

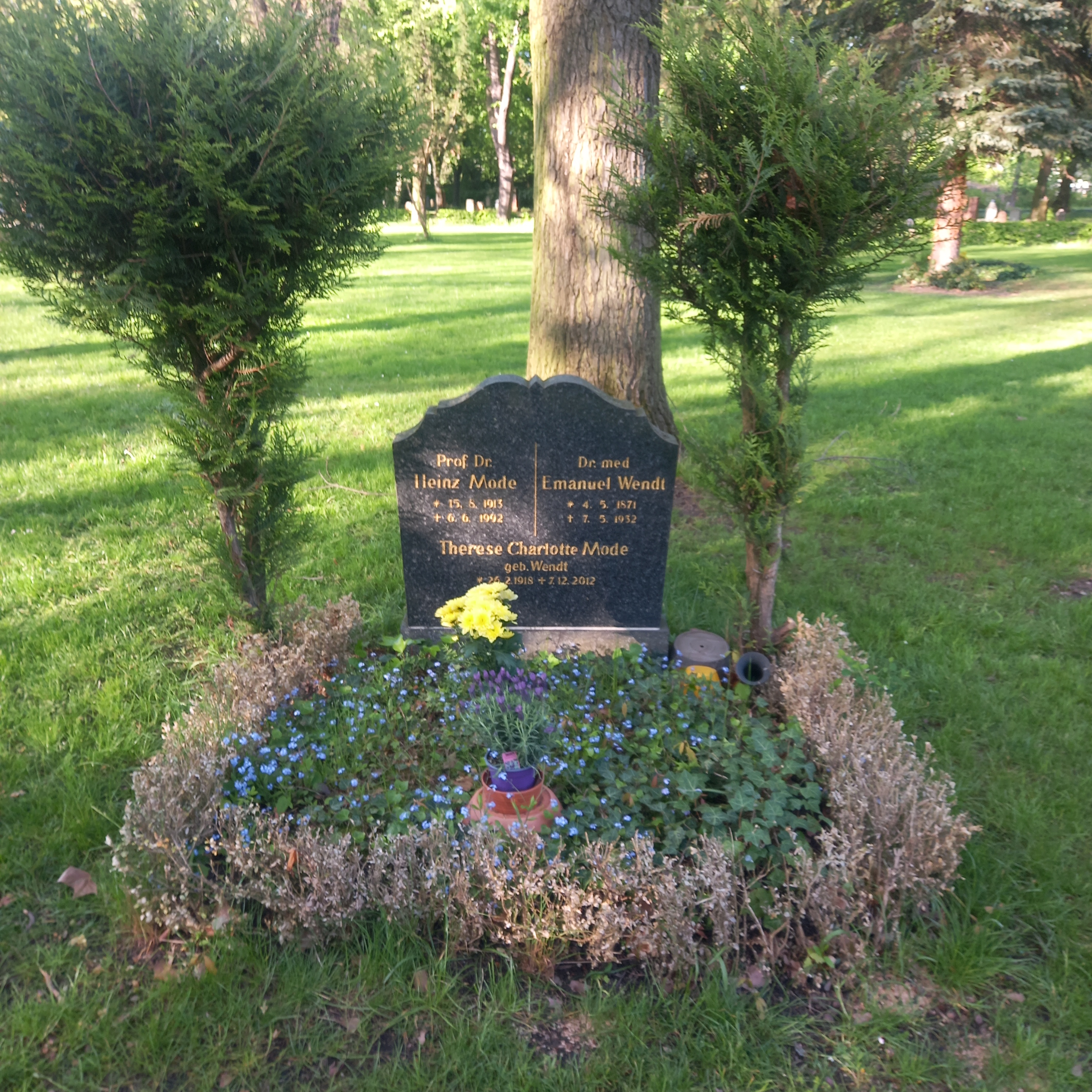
Das Grab von Heinz Mode und seiner Ehefrau Charlotte geborene Wendt auf dem Südfriedhof (Halle)

Während des Zweiten Weltkriegs wurde Heinz Mode zeitweilig in Schweizer Arbeitslagern interniert. Er war Mitglied der KPD und gehörte von 1944 bis 1945 der Bewegung Freies Deutschland (BFD) an, bei deren gleichnamiger Zeitschrift er mitarbeitete. Als Leiter der Region Basel der BFD Schweiz nahm er im Mai 1945 an der 2. Landeskonferenz teil und wurde in den BFD-Landesausschuss gewählt. Er war 1944 außerdem Redakteur der Emigrantenzeitung Über die Grenzen. Im Mai 1945 kehrte er nach Deutschland zurück und lebte zunächst in München. Dort arbeitete er in der Kulturabteilung des bayrischen Landesverbandes der KPD. Bis 1948 war er als Sekretär der Bayrischen Künstlervereinigung München tätig.
Von 1948 bis 1962 lehrte Heinz Mode als Professor mit Lehrauftrag Orientalische Archäologie an der Universität Halle-Wittenberg. Zudem leitete er die Abteilung Frühgeschichte des Orients, die zunächst dem Archäologischen Seminar des Instituts für Altertumswissenschaft angeschlossen war. Mode und seine Schüler gingen von „einer vielgestaltigen Einheit der Kultur- und Kunstgeschichte der Völker Asiens und Nordafrikas“ aus und forschten daher zu Kunst und Kultur verschiedener Regionen und Zeiten des „Orients“ (im weiteren Sinne). In diesem weiten Zuschnitt war das Fach Orientarchäologie nur an der Universität Halle vertreten.
Er war zeitweilig SED-Sekretär der Universität und interessiert daran, das kulturpolitische Renommee der DDR zu verbessern. Ab September 1950 geriet er in Zusammenhang mit der Noel-Field-Affäre zunehmend in die Kritik und wurde im Jahr darauf wegen „Fraktionsbildung in der Partei“ aus der SED ausgeschlossen. 1956 wurde er jedoch parteiintern rehabilitiert und wieder in die SED aufgenommen. In den 1950ern war er erstmals als Inoffizieller Mitarbeiter bzw. später als Gesellschaftlicher Mitarbeiter Sicherheit des Ministeriums für Staatssicherheit tätig. Erfasst ist seine Mitarbeit für die Zeiträume 1950 bis 1965, 1968/69 sowie von 1980 bis 1985.
1962 wurde Heinz Mode Professor mit Lehrstuhl für Orientalische Archäologie an der Universität Halle. Nach der Umstrukturierung der Universitäten in der DDR 1969 war er außerdem Leiter des Wissenschaftsbereichs Orientalische Archäologie innerhalb der Sektion Orient- und Altertumswissenschaft. Er gehörte zu den wenigen Wissenschaftlern des Landes, die Buddhismusforschung betrieben. 1966 initiierte er in Halle die Arbeitsgemeinschaft für Buddhistische Forschungen in der DDR, wurde Leiter des Buddhistischen Zentrums der DDR und gab dort 1966 bis 1970 das Jahrbuch Buddhist yearly heraus. Im gleichen Jahr wurde er Präsidiumsmitglied der Deutsch-südasiatischen Gesellschaft der DDR.
Bekannt wurde Heinz Mode durch seine umfangreichen Arbeiten über die Kunst Indiens und des frühen Indiens. Ein Teil seines Werks kann als Beitrag der DDR zur Aufklärung der sogenannten Induskulturen gelten. Zu DDR-Zeiten erschienen seine Werke für einen größeren Leserkreis aufbereitet. Sein Buch über die indische Volkskunst wurde auch ins Englische übersetzt. Er betätigte sich außerdem als Schulbuchautor mit Schwerpunkt Geschichte der Urgesellschaft und des Altertums sowie als Autor von populärwissenschaftlichen und belletristischen Werken.
1978 wurde Heinz Mode emeritiert, Nachfolger auf dem Lehrstuhl war sein akademischer Schüler Burchard Brentjes. Mode wurde mit dem Vaterländischen Verdienstorden in Bronze (1973), Nationalpreis der DDR (1978) und dem Orden Stern der Völkerfreundschaft (1988) ausgezeichnet.
Heinz Mode bereiste häufig den indischen Subkontinent. Er war mit Charlotte Wendt verheiratet. Sein Sohn Markus Mode war von 1998 bis 2020 außerplanmäßiger Professor für Archäologie und Kunst Mittelasiens an der Universität Halle-Wittenberg.
Heinz Modes Schwester war die Künstlerin Ilse Häfner-Mode.

## Publikationen (Auswahl)
- Indische Frühkulturen und ihre Beziehungen zum Westen. Schwabe, Basel 1944.
- Das frühe Indien. Cotta, Stuttgart 1959.
- Die buddhistische Plastik auf Ceylon. Seemann VEB, Leipzig 1963.
- Bengalische Märchen. Hrsg. mit Arun Ray, Insel-Verlag, Leipzig 1967.
- Buddhist yearly, Jahrbuch des Buddhist Centre Halle, Halle 1966–1970.
- Die Frau in der indischen Kunst. Edition Leipzig, Leipzig 1970.
- Fabeltiere und Dämonen in der Kunst. Kohlhammer, Stuttgart 1974, ISBN 3-17-001670-9.
- Sri Lanka. 2500 Jahre Reisen nach Ceylon. Gustav Kiepenheuer Verlag Weimar/Leipzig, 1977 (als Hrsg.)
- Kunst in Süd- und Südostasien. Verlag der Kunst, Dresden 1979.
- 30 Jahre unabhängiges Sri Lanka. Abt. Wissenschaftspublizistik der Martin-Luther-Universität Halle-Wittenberg, Halle 1979.
- Der Beitrag Indiens zur Weltkultur. Abt. Wissenschaftspublizistik der Martin-Luther-Universität Halle-Wittenberg, Halle 1979.
- Indische Volkskunst. Edition Leipzig, Leipzig 1984.
- Altindische Skulpturen aus Mathurā. Müller und Kiepenheuer, Hanau/Main 1986, ISBN 3-7833-8621-7.